# Iso Teerisaari (ö i Mellersta Österbotten)
Iso Teerisaari är en ö i Finland. Den ligger i sjön Ullavanjärvi och i kommunen Karleby i den ekonomiska regionen  Karleby  och landskapet Mellersta Österbotten, i den centrala delen av landet, 400 km norr om huvudstaden Helsingfors. Öns area är 5,9 hektar och dess största längd är 420 meter i öst-västlig riktning.